# Nils Silfverskiöld (1674–1753)
Nils Silfverskiöld, född 18 april 1674 i Lund, död 16 februari 1753, var en svensk landshövding.
Nils Silfverskiöld var son till Nils Silfverskiöld. Han blev assessor i Göta hovrätt 1708 och hovrättsråd där 1719 och utsågs till vice president 1733. Han var lagman 1718–1719 i Älvsborgs läns lagsaga. Han var 1739–1745 landshövding i Kristianstads län.
Han var far till Arvid Silfverschiöld.